# Суссан, Фил
Фил Суссан (родился 23 июня 1961 года в Лондоне, Великобритания) английский бас-гитарист известен участием в различных музыкальных коллективах в том числе с такими вокалистами как Оззи Осборн, Билли Айдол, Винс Нил, Джонни Холлидей и Джон Уайт.

## Биография
Фил Суссан родился 23 июня 1961 года в Лондоне, (Великобритания). По словам самого Фила первый урок игры он получил в возрасте трех лет, когда взяв трость отца, попытался играть на саксофоне своего двоюродного брата Леона как на скрипке. В 11 лет Фил начал обучение музыки на скрипке и в течение 12 лет изучал игру на ней, а также получал образование классической музыки.
В колледже Фил вместе с тремя товарищами организовал группу (она не имела названия) и ребята стали выступать, исполняя песни Beatles. В этой группе Фил начинает играть на бас-гитаре. После окончания колледжа Фил решает не обучаться медицине как хотел ранее, а стать профессиональным музыкантом. Он выступает в лондонской постпанк группе Terminal Rescue и вместе с ней принял участие в европейском турне. Так же непродолжительное время Фил сотрудничал с группой Cuddly Toys and Reflex.
В 1982 году после роспуска Bad Company её бывший участник Саймон Кирк начинает работать с группой Wildlife и приглашает в неё Фила. Wildlife выступает на разогревах у Michael Schenker Group а в 1983 году группа записывает альбом на студии Swan Song. Через некоторое время на Фила обращает внимание владелец студии Джимми Пейдж и приглашает его к сотрудничеству. По утверждениям Фила он принимал участие в создании группы The Firm,  а некоторые из его идей нашли отражение на первой пластинке группы. В это время он получает приглашение от Оззи Осборна и присоединяется к его группе. Вместе с Оззи он записывает альбом The Ultimate Sin.
После сотрудничества с Оззи Фил присоединяется к Билли Айдолу. Вместе с ним принимает участие в записи альбома Charmed Life затем следует сотрудничество с Beggars & Thieves.
В 2006 году Фил записывает сольный альбом Vibrate где играл не только на бас-гитаре, но также на гитаре и выступил в качестве вокалиста. После этого Суссан совместно с певцом Джо Линн Тёрнером гитаристом Карлосом Кавазо и барабанщиком Винни Апписи собирает группу «Big Noize». Кавазо и Суссан раньше вместе играли в группе Black Plague.
В 2010 году Суссан собирает кавер-группу «Carnival of Dogs» с Мэттом Сорумом (экс- Velvet Revolver, Camp Freddy, Guns N' Roses, The Cult), Франком Перезом (экс- Scars on Broadway, DKFXP) и Трэйси Ганзом (экс- L.A. Guns, Brides of Destruction).
В 2011 году записывает второй сольный альбом «No Protection».
Как автор песен Фил проявил себя в сотрудничестве с такими артистами как Винс Нейл (альбом Exposed), Стивом Люкатером (альбом Luke), Toto (альбом Mindfields песня «After You’re Gone»).
Суссан является вице-президентом Лос-Анжелосского отделения NARAS.

## Дискография
- 1983 — Wildlife
- 1986 — The Ultimate Sin — Оззи Осборн
- 1990 — Beggars and Thieves — Beggars and Thieves
- 1991 — Charmed Life — Билли Айдол
- 1992 — LA Blues Authority — компиляция
- 1992 — Exposed — Vince Neil
- 1993 — Resurrection — Kings of the Sun
- 1994 — Rough Town — Джонни Холлидей
- 1995 — Live at Bercy — Джонни Холлидей
- 1995 — Lorada — Джонни Холлидей
- 1996 — The Hangover — Гилби Кларк
- 1997 — Destination Vegas — Джонни Холлидей
- 1997 — Forever Mod — компиляция
- 1997 — LUKE — Стив Люкатер
- 1998 — Mindfields — Toto
- 1998 — Hell Rules — компиляция
- 1998 — Aerosmith Tribute — компиляция
- 1998 — Rubber — Гилби Кларк
- 1999 — Humanary Stew: A Tribute to Alice Cooper
- 2000 — Stone Cold Queen: A Tribute — компиляция
- 2002 — Truth 21century — T-SQUARE plus
- 2002 — All Star Pink Floyd Tribute — компиляция
- 2005 — Heavy Hitters — Michael Schenker Group
- 2006 — Vibrate — сольный альбом
- 2011 — No Protection — сольный альбом